# 祖拉布·阿兹迈帕拉什维利
祖拉布·阿兹迈帕拉什维利（1960年3月16日—），格鲁吉亚国际象棋棋手、特级大师。
阿兹迈帕拉什维利于1988年获国际象棋特级大师称号。2003年，获得欧洲国际象棋个人冠军。2009年，他作为阿塞拜疆队的领队帮助队伍得到欧洲团体冠军。2010年，成为首届东南亚国际象棋锦标赛冠军（他是新加坡永久居民）。他的最高等级分为2003年创下的2702分。
阿兹迈帕拉什维利还是格鲁吉亚国际象棋协会主席、世界国际象棋联合会副主席。